# تلیسارن
تلیسارن (به انگلیسی: Talysarn) یک روستا در بریتانیا است که در گوینز واقع شده‌است. تلیسارن ۱٬۹۳۰ نفر جمعیت دارد.